# Endeavour (Saskatchewan)
Endeavour es un pueblo canadiense situado en la provincia de Saskatchewan.

## Superficie
Endeavour tiene una superficie de 1 km².

## Demografía
En 2021, tenía 75 habitantes, una densidad poblacional de 74,7 hab./km², y 60 viviendas.